# Sium tenue
Sium tenue är en flockblommig växtart som beskrevs av Vladimir Leontjevitj Komarov. Sium tenue ingår i släktet vattenmärken, och familjen flockblommiga växter. Inga underarter finns listade i Catalogue of Life.